# トマス・チャムリー (初代ディラミア男爵)

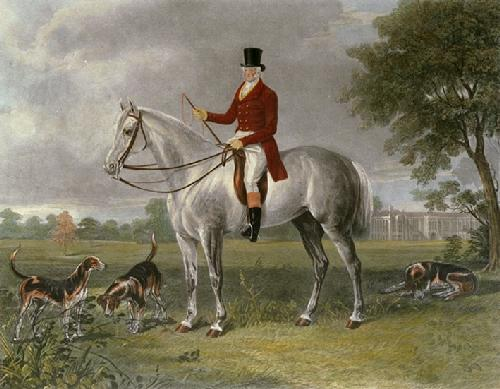
初代ディラミア男爵、ヘンリー・カルヴァート（Henry Calvert）画。

初代ディラミア男爵トマス・チャムリー（英語: Thomas Cholmondeley, 1st Baron Delamere、1767年8月9日 ベックナム – 1855年10月30日 ロンドン）は、イギリスの政治家、貴族。1796年から1812年まで庶民院議員を務め、1821年戴冠式記念叙勲で男爵に叙された。

## 生涯
庶民院議員トマス・チャムリー（1726年6月24日 – 1779年6月2日）と妻ドロシー（Dorothy、旧姓クーパー（Cowper）、1786年5月25日没、エドマンド・クーパーの娘）の長男として、1767年8月9日にベックナムで生まれた。1779年に父が死去すると、その遺産を継承した。1781年にミドル・テンプルに入学、1785年10月6日にケンブリッジ大学ペンブルック・カレッジに入学した。
1794年にエンサイン（歩兵少尉）としてイギリス陸軍の歩兵第90連隊に入隊、同年9月30日にグロスター公ウィリアムの歩兵連隊の中尉に、10月11日に大尉に、11月4日に少佐に昇進した。同年に中佐への名誉進級辞令を受けたが、1798年に一旦半給になった。1799年8月13日、歩兵第4連隊に転じた。同年のオランダ遠征に参戦したが、10月6日のアルクマールの戦いで負傷して捕虜にされた（のちに釈放）。1803年11月1日、Delamere Forest Rifleman連隊の指揮官に任命された。
1792年から1793年までチェシャー州長官を務めた。1796年イギリス総選挙において、チェシャー選挙区の与党議員第5代準男爵サー・ロバート・ソールズベリー・コットンが突如引退を発表すると、チャムリーはその後任に名乗りを上げて立候補、当選を果たした。同時代の噂によれば、シティ・オブ・チェスター選挙区の有力者である初代グローヴナー伯爵リチャード・グローヴナーはチャムリーがチェスターの選挙戦を攪乱しないよう、チェシャーでチャムリーを支持したという。その後、チャムリーは1802年、1806年、1807年の総選挙で再選した。チャムリーの選挙活動中の演説は親族から賞賛されたが、庶民院での演説は少なく、登院自体がまばらだった。投票記録では概ね小ピットを支持したとされたが、その後の挙国人材内閣（1806年 – 1807年）、第2次ポートランド公爵内閣（1807年 – 1809年）期における投票記録は全くなかった。パーシヴァル内閣期（1809年 – 1812年）においてはワルヘレン遠征をめぐる採決で内閣を支持、カトリック解放と革税法案（leather tax bill）には反対票を投じた。
1812年イギリス総選挙では登院のまばらさが問題になった。大方の予想では選挙戦になっても勝てるとされたが、妻や家族から「本物の喜びをもたらさない事柄のために」（that which gives him no real pleasure）家計の破滅を招かないよう説得された。チャムリーは叙爵をもって庶民院議員としての経歴を終わらせようとしたが、申請が却下され、結局何もないまま議員を退任した。
1821年戴冠式記念叙勲において、1821年7月17日に連合王国貴族であるチェシャーにおけるヴェイル・ロイヤルのディラミア男爵に叙された。子孫の第5代ディラミア男爵ヒュー・チャムリーはこの叙爵に辛辣な評価を下しており、（初代男爵は）「爵位があればすごそうと思うばかだった。彼は5,000ポンドを支払って、安い買い物をしたなと考えたが、唯一の問題は平価が1,200ポンドであることだった」（He was an idiot who decided it would be impressive to have a peerage. He thought he had a bargain when he paid £5,000 for it. The only problem was that the going rate was £1,200）と述べた。
貴族院では最後まで1832年の第1回選挙法改正に反対して、チェシャーからの反対請願を提出したほか、トーリー党貴族の大半が投票しなかった法案の第三読会（1832年6月4日）においても反対票を投じた。その後、1845年に穀物法廃止に反対票を投じたが、ロバート・ピールに追随して態度を変え、1846年に穀物法廃止に賛成票を投じた。
長い闘病生活を経て、1855年10月30日にハイド・パーク近くのヘレフォード・ストリート（Hereford Street）で死去した。息子ヒューが爵位を継承した。

## 家族
1810年12月17日、ヘンリエッタ・エリザベス・ウィリアムズ＝ウィン（Henrietta Elizabeth Williams-Wynn、1786年2月6日 – 1852年8月18日、第4代準男爵サー・ワトキン・ウィリアムズ＝ウィンと妻シャーロットの間の娘）と結婚、4男1女をもうけた。
- ヒュー（英語版）（1811年10月3日 – 1887年8月1日） - 第2代ディラミア男爵[1]
- トマス・グレンヴィル（Thomas Grenville、1818年8月4日 – 1883年2月9日） - 陸軍軍人。1850年8月8日、キャサリン・ルーシー・サイクス（Katherine Lucy Sykes、1921年没[15]、第4代準男爵サー・タットン・サイクス（英語版）の娘）と結婚、子供あり[2]
- ヘンリー・ピット（英語版）（1820年6月15日 – 1905年4月14日） - 1848年5月4日、メアリー・リー（Mary Leigh、1906年8月24日没、初代リー男爵シャンドス・リー（英語版）の娘）と結婚、子供9人あり[2]
  - ライオネル・チャムリー（en:Lionel Berners Cholmondeley） ‐ ヘンリー・ピットの二男。英国国教会の宣教師として1887年に来日し、1921年まで日本聖公会の牧師を務めた。早稲田大学の講師や在日英国大使館の名誉牧師も務め、1915年には小笠原諸島の歴史について英語で初めて書かれた文献と言われる『The History of the Bonin Islands from the Year 1827 to the Year 1876』を出版した。
  - メアリー・チャムリー - ヘンリー・ピットの二女。1878年に第10代準男爵サー・チャールズ・モーダントと結婚[16]。
- ヘンリエッタ・シャーロット（1874年8月13日没） - 1857年7月21日、第11代バーナーズ男爵ヘンリー・ウィリアム・ウィルソン（1871年6月27日没）と結婚[2]
- チャールズ・ワトキン・ネヴィル（Charles Watkin Neville、1826年5月27日 – 1844年3月18日[2]）

結婚まではギャンブル好きだったが、結婚を機にギャンブルのクラブから脱退、借金も返済したという。